# Kohlekrise
Der Begriff Kohlekrise (umgangssprachlich auch Zechensterben) beschreibt den Niedergang des Steinkohlenbergbaus in West- und Mitteleuropa.
‚Kohlekrise‘ nannte man auch einen krisenhaften Mangel an Kohle, zum Beispiel während des Ersten Weltkrieges. In Österreich gab es nach dem Zerfall Österreich-Ungarns am Kriegsende 1918 
eine Kohlekrise, weil die für Österreich wichtigen Kohlelager in Böhmen nun in der Tschechoslowakei lagen und deren Regierung die Kohle nicht für den Export nach Österreich freigab.

## Ursachen
Als Ursachen der Kohlekrise galten und gelten unter anderem:
- Die Bundesrepublik zahlte bis zum Jahr 1957 den Steinkohlebergwerken Subventionen, um einem befürchteten Kohlemangel entgegenzuwirken. Nach der Währungsreform hatte in Westdeutschland ein Wirtschaftswunder begonnen; die Produktion der Nachkriegsindustrie wuchs, die Bautätigkeit war rege. Die Subventionen waren ein Anreiz für die Bergwerke, ihre Produktion zu steigern. Als die geförderte Kohlemenge die Nachfrage überstieg, wurde zeitweise auf Halde produziert.
- Nach dem Krieg war Erdöl jahrzehntelang (bis 1973, als die erste Ölpreiskrise begann) sehr billig. Zunächst belegte die Regierung Adenauer Erdöl mit einem Schutzzoll; später schaffte sie diesen ab. Die Nachfrage nach Erdöl stieg in Haushalten, im Verkehrssektor und in der Industrie; die Nachfrage nach Steinkohle sank. Der Anteil der Kohle am Energiemarkt sank von 1950 bis 1964 von ca. 87 % auf 60 %; später sank er noch weiter.
- Deutsche Steinkohle war teurer als ausländische Steinkohle. Das hatte mehrere Gründe:
  1. Die geologischen Bedingungen zur Förderung der Steinkohle waren nicht (mehr) optimal. Nach Norden hin liegen die Kohleflöze tiefer als im südlichen Ruhrgebiet. Die Kohle wurde in Teufen von bis zu 1000 Metern abgebaut; dagegen kann in anderen Ländern die Steinkohle bisweilen in Oberflächennähe oder im Tagebau abgebaut werden.
  2. Westdeutsche Bergleute erhielten deutlich höhere Löhne als Bergleute in anderen Ländern.
  3. Durch sinkende Transportkosten als Folge größerer Massengutfrachter und besserer Infrastruktur wurden die Förderkosten ausschlaggebend für den Steinkohlenabsatz.
- Durch den steigenden Braunkohle- und Kernenergieanteil an der Energieerzeugung sank der westdeutsche Steinkohlenbedarf von Beginn der 1960er bis Ende der 1990er Jahre (von 120 Millionen Tonnen auf etwa 70 Millionen Tonnen). In den Jahren 1975 bis 1989 gingen in Deutschland 17 große Kernreaktoren ans Stromnetz.

## Verlauf

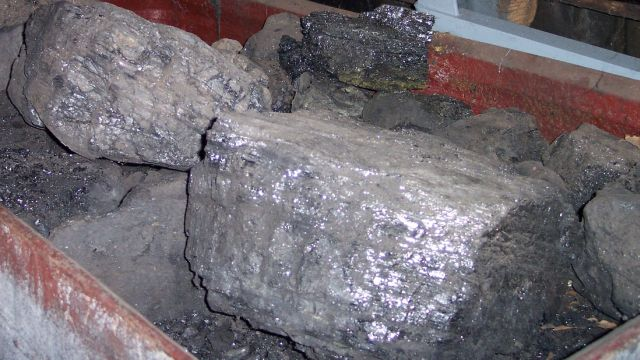
Steinkohle

Als Beginn der Kohlekrise gelten allgemein die Jahre 1957 und 1958, als vor allem im Ruhrgebiet unversehens große Haldenbestände an Kohle anfielen – die Bergwerke förderten mehr Kohle als nachgefragt wurde. Es gab „Feierschichten“ (Schichten fielen aus) und später Zechen-Stilllegungen.
Am 31. Januar 1959 schloss die Zeche Lieselotte in Bochum-Querenburg. In der Folge wurden zunächst kleinere, ältere und unrentable Gruben vor allem im Süden des Ruhrgebiets geschlossen, später auch große Gruben. Es begann eine jahrzehntelange Krise der Montanindustrie, in der Zechen, Hochöfen und Stahlwerke geschlossen wurden.
Einen ersten Höhepunkt erreichte die Kohlekrise 1963, als dreizehn Zechen (Zeche Centrum, Zeche Dorstfeld, Zeche Fröhliche Morgensonne u. a.) geschlossen wurden und rund 10.000 Bergleute ihren Arbeitsplatz verloren. Ab 1974 gab es in früher bedeutenden Bergbaustädten wie Bochum, Mülheim an der Ruhr oder Wattenscheid keinen Bergbau mehr. Städte wie Essen oder Herne hatten nur noch einzelne Zechen.
1968 schlossen sich die Zechen des Ruhrgebiets zur Ruhrkohle-AG (RAG – heutige RAG Aktiengesellschaft) zusammen, um auf die Krise effektiver reagieren zu können. Die finanziellen Verluste der RAG wurden von der öffentlichen Hand ausgeglichen, die Gewinne und die Grundstücke verblieben bei den Zechen.
In den folgenden Jahren kam es zu zahlreichen Streiks und Mahnwachen von Bergleuten, die gegen den Verlust von Arbeitsplätzen protestierten. Die Demonstrationen und Streiks verhinderten jedoch nicht die Schließung weiterer Standorte der Montanindustrie. 1998 gab es nur noch elf Zechen im Ruhrgebiet und 2007 nur noch sechs. Anfang 2012 waren in Nordrhein-Westfalen noch vier Zechen in Betrieb: das Bergwerk West in Kamp-Lintfort wurde Ende 2012 und die Auguste Victoria in Marl wurde Ende 2015 stillgelegt, das Bergwerk Ibbenbüren förderte im August 2018 die letzte Kohle und Prosper-Haniel in Bottrop im Dezember 2018, als letztes Steinkohlebergwerk in Deutschland.
Im Aachener Revier wurde die letzte Zeche bereits 1997 geschlossen, die letzte Grube im Saarrevier, das Bergwerk Saar, stellte die Förderung zum 30. Juni 2012 ein.

## Internationale Perspektiven
Frankreich:
Die französische Kohle war teuer in der Produktion und minderwertig in ihrer Qualität, weshalb die Kohleproduktion des Landes nicht konkurrenzfähig war. Als Konsequenz wurde 1960 der „Jeanneney Plan“ (Jean-Marcel Jeanneney) umgesetzt, der eine systematische Schließung von Kohlenminen zur Folge hatte. Diese Entscheidung seitens der Regierung wurde allerdings nicht begrüßt, besonders im Nord-Pas-de-Calais, dem damaligen Zentrum der französischen Kohleindustrie. Im Jahr 1963 kam es in Paris zu einem großen Bergarbeiterstreik, der auch von der Öffentlichkeit stark unterstützt wurde. Zum ersten Mal sank die Popularität von General de Gaulle. Der Reichtum einiger französischer Regionen hing eng mit der Kohleproduktion zusammen, weshalb viele Kohleproduzenten um ihr Vermögen fürchteten. Dementsprechend gab die Regierung unter Premierminister Georges Pompidou nach und bremste die Kohlenminenschließungen ab.
Langfristig konnte sich die Kohle als Energiequelle aber nicht mehr in Frankreich durchsetzen. Erdöl aus Algerien und das Erdgas erwiesen sich als wirtschaftlich attraktivere Alternativen, weshalb 1969 ein neuer Plan, der „Bettencourt Plan“ (André Bettencourt), zur Schließung von Kohlenminen implementiert wurde. Der Ausstieg aus der Kohle reduzierte zudem Frankreichs Unabhängigkeit in der Energieproduktion. Um die Energieversorgung unabhängig zu gestalten, wandte sich Frankreich der Kernenergie zu, wodurch 1963 der erste kommerzielle Reaktor in Chinon ans Netz ging. Pläne für eine vollständige Umstellung auf Atomkraft wurden jedoch erst in den 1980er Jahren umgesetzt.
Großbritannien:
Im Jahr 1947 erreichte der britische Kohlebergbau durch die Verstaatlichung der Kohleindustrie seinen Höhepunkt. Diese versprach eine günstige Bereitstellung von Kohle, bessere Arbeitsbedingungen, mehr Arbeitsplatzsicherheit und einen höheren Lebensstandard. Doch dieser Erfolg war nur von kurzer Dauer, da die Kohleindustrie durch das Aufkommen alternativer Energiequellen unter Druck geriet. Die Zahl der Beschäftigten sank bis zum Jahr 1970 von 700.000 Bergleuten auf 300.000.
In den Jahren 1984 bis 1985 kam es zu einem Bergarbeiterstreik. Die konservative Premierministerin Margaret Thatcher wollte die verlustbringenden Gruben nicht länger subventionieren und plante deren Schließung, was einen massiven Verlust an Arbeitsplätzen zur Folge hatte. Der Bergbaustreik blieb jedoch erfolglos, und durch die Zustimmung der Gewerkschaft der Bergleute (NUM) wurde das Ende des Arbeitskampfes besiegelt. Dies eröffnete Margaret Thatcher die Möglichkeit, ihre neoliberale Politik weiter voranzutreiben.
Belgien:
Die Kohlereserven in Belgien verteilten sich auf zwei Lagerstätten: das Kempen-Gebiet in Flandern und das wallonische Kohlebecken. Mit Beginn der ersten industriellen Revolution in Europa war die wallonische Region als erste betroffen. Die Borinage-Region in Westwallonien entwickelte sich dank des schnell wachsenden Eisenbahnnetzes zum bedeutendsten Kohlebergbaugebiet Europas.
Im Zuge der Weltwirtschaftskrise von 1929/30 kam es zu den ersten Stilllegungen von Kohlenminen. Durch den 1951 unterzeichneten Vertrag von Paris (EGKS-Vertrag oder Montanunion) wurde die Kohleproduktion der wallonischen Region Belgiens einer europaweiten Konkurrenz ausgesetzt, was eine Welle von Schließungen nach sich zog. Diese Entwicklung wurde durch zusätzliche Rationalisierungsmaßnahmen im Rahmen der Kohlekrise von 1957 nochmals verstärkt.
Die letzte Kohlenmine in Wallonien, Sainte Catherine du Roton, wurde 1984 geschlossen, während die letzte Mine in Flandern, Zolder, noch bis 1992 in Betrieb war. Bedeutende Industriesiedlungen wie Le Grand Hornu, Bois-du-Luc und Bois du Cazier wurden in Museen umgewandelt. Diese Stätten zählen seit 2012 zum UNESCO-Weltkulturerbe.

## Folgen
- Im Herbst 1965 kam es in der Bundesrepublik trotz vormals florierender Wirtschaft zu einem Einbruch der Konjunktur und damit zur ersten Rezession in der Geschichte der Bundesrepublik Deutschland. Als Grund dafür gilt unter anderem die Kohlekrise, die zu dieser Zeit einen signifikanten Teil der bundesdeutschen Industrie betraf.
- Als positive, langfristige Folge darf die Umstrukturierung der Industrie des Ruhrgebiets angesehen werden. So wird seit den 1980er Jahren verstärkt Informations- und Kommunikationsindustrie sowie die Umwelttechnik gefördert (Ausbau des tertiären Wirtschaftssektors).